# Code foncier de la fédération de Russie
 (février 2024).
Lire en ligne

consultant.ru

Le Code foncier de la fédération de Russie (en russe : Земельный кодекс Российской Федерации (ЗК РФ)) est une loi russe qui constitue la principale source du droit foncier en Russie. Elle se compose de 19 chapitres et 107 articles.
Selon le paragraphe 1 de l'article 2 du Code foncier, la législation foncière, conformément à la Constitution de la fédération de Russie, relève de la compétence conjointe de la fédération de Russie et des sujets de la fédération de Russie. La législation foncière comprend le Code foncier, les lois fédérales et les lois des sujets de la fédération de Russie adoptées conformément à celles-ci.

## Structure du droite foncier
Le Code foncier de la fédération de Russie comprend 19 chapitres (avec un total de 107 articles) :
- I. Dispositions générales ;
- I.1. Constitution de parcelles de terrain ;
- II. Protection des terres ;
- III. Propriété foncière;
- IV. Usage limité des terrains d'autrui (servitude, servitude publique), location de terrains, utilisation gratuite de terrains ;
- V. L'émergence des droits à la terre ;
- V.1. Mise à disposition de terrains appartenant à l'État ou à la municipalité ;
- V.2. Échange d'un terrain appartenant à l'État ou à la municipalité contre un terrain appartenant à un particulier ;
- V.3. Établissement d'une servitude relative à un terrain appartenant à l'État ou à la municipalité ;
- V.4. Redistribution des terres et (ou) des terrains appartenant à l'État ou à la municipalité entre eux et de tels terrains et (ou) terrains et terrains appartenant à des propriétaires privés ;
- V.5. Transfert gratuit de terrains de propriété fédérale à la propriété municipale ou à la propriété des entités constitutives de la fédération de Russie ;
- V.6. Utilisation de terrains ou de terrains appartenant à l'État ou à la municipalité, sans mise à disposition de terrains et sans établissement d'une servitude ou d'une servitude publique ;
- V.7. Établissement d'une servitude publique à certaines fins ;
- VI. Droits et obligations des propriétaires fonciers, des utilisateurs des terres, des propriétaires fonciers et des locataires fonciers lors de l'utilisation des terrains ;
- VII. Résiliation et limitation des droits fonciers ;
- VII.1. La procédure de saisie des terrains pour les besoins de l'Etat ou de la commune ;
- VIII. Indemnisation des pertes en cas de détérioration de la qualité des terrains, restriction des droits des propriétaires de terrains, des utilisateurs des terrains, des propriétaires fonciers et locataires de terrains, des titulaires de droits sur les biens immobiliers situés sur les terrains ;
- IX.Protection des droits fonciers et prise en compte des litiges fonciers ;
- X. Paiement du terrain et évaluation du terrain ;
- XI.Surveillance foncière, gestion foncière et cadastre foncier de l'État ;
- XII. Surveillance foncière de l'État, contrôle foncier communal et contrôle foncier public ;
- XIII.Responsabilité pour les infractions dans le domaine de la protection et de l'usage du sol ;
- XIV. Terres agricoles ;
- XV. Terres des localités ;
- XVI. Terrains de l'industrie, de l'énergie, des transports, des communications, de la radio, de la télévision, de l'informatique, terrains destinés aux activités spatiales, terrains de défense, terrains de sécurité et terrains à d'autres fins spéciales ;
- XVII. Terres de territoires et d'objets spécialement protégés
- XVIII. Terres de fonds forestiers, terres de fonds d'eau et terres de réserve ;
- XIX. Zones avec conditions particulières d'utilisation des territoires.

## Catégories des terres
Le code foncier divise les terres en plusieurs catégories, qui sont les suivantes :
- Terres agricoles : les terres agricoles sont les terres situées en dehors des limites d'une zone peuplée et prévues pour les besoins agricoles, ainsi que celles destinées à ces fins[1];
- Terres des localités : les terres des localités sont des terres utilisées et destinées à la construction et au développement des localités[2];
- Terres de l'industrie, de l'énergie, des transports, des communications, de la radio, de la télévision, de l'informatique, terrains destinés aux activités spatiales, terrains de défense, terrains de sécurité et terrains à d'autres fins spéciales (version abrégée : Terres d'industrie et autres fins spéciales) :  terres situées en dehors des limites des localités et utilisées ou destinés à soutenir les activités d'organisations et (ou) l'exploitation d'installations industrielles, énergétiques, de transport, de communication, de radiodiffusion, de télévision, d'informatique, d'installations pour les activités spatiales, d'installations de défense et de sécurité, la mise en œuvre d'autres tâches et droits spéciaux auxquels sont apparus entre les participants aux relations foncières pour les motifs prévus par le Code, les lois fédérales et les lois des sujets russes[3];
- Terres de territoires et des objets protégés : ces terres comprennent les terres qui ont une importance particulière en matière environnementale, scientifique, historique, culturelle, esthétique, récréative, sanitaire et autre, qui sont protégées conformément aux décrets des organes du gouvernement fédéral, des organes gouvernementaux des sujets russes, ou des décisions des collectivités locales issues en tout ou partie de l'usage économique et du chiffre d'affaires avec l'instauration d'un régime particulier[4];
- Terres du fonds forestier : ce sont les terres couvertes de forêts, ainsi que celles non couvertes de forêts, mais destinées aux besoins forestiers. Les terres du fonds forestier de l'État sont soumises à une démarcation en nature des autres catégories de terres par des bornes de la forme établie[5];
- Terres du fonds aquatique : ce sont des terres sur lesquelles se trouvent des masses d'eau de surface (sauf s'il y a des terres agricoles sur le même espace, dans ce cas là ce sont des terres agricoles)[6];
- Terres de réserve : elles comprennent les terres qui appartiennent à l'État ou à la municipalité et qui ne sont pas mises à la disposition des citoyens ou des personnes morales, à l'exception des terres du fonds de redistribution des terres[7].